# Hot Rocks, 1964-1971
Hot Rocks, 1964-1971 är ett samlingsalbum av gruppen The Rolling Stones från åren 1964 till 1971. Albumet släpptes i USA den 20 december 1971 och i Storbritannien 21 maj 1990.

## Låtlista
Alla låtar är skrivna av Mick Jagger och Keith Richards där inget annat namn anges.

### Sida 1
1. "Time Is on My Side" (Norman Meade) - 2:59
2. "Heart of Stone" - 2:49
3. "Play With Fire" (Nanker Phelge) - 2:13
4. "(I Can't Get No) Satisfaction" - 3:43
5. "As Tears Go By" (Jagger/Richards/Andrew Loog Oldham) - 2:44
6. "Get Off of My Cloud" - 2:55
7. "Mother's Little Helper" - 2:44
8. "19th Nervous Breakdown" - 3:56
9. "Paint It Black" - 3:23
10. "Under My Thumb" - 3:42
11. "Ruby Tuesday" - 3:16
12. "Let's Spend the Together" - 3:37

### Sida 2
1. "Jumpin' Jack Flash" - 3:41
2. "Street Fighting Man" - 3:14
3. "Sympathy for the Devil" - 6:18
4. "Honky Tonk Women" - 3:00
5. "Gimme Shelter" - 4:31
6. "Midnight Rambler (Live)" - 9:14
7. "You Can't Always Get What You Want" - 7:28
8. "Brown Sugar" - 3:49
9. "Wild Horses" - 5:44

Tid 1:24:56